# Jakszowie

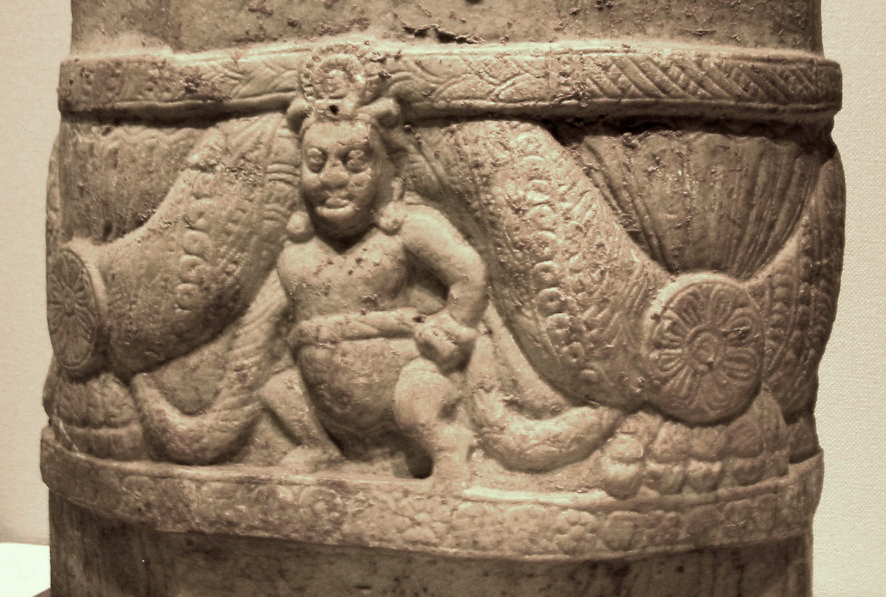
Jaksza, sztuka Amarawati, Muzeum Narodowe w Tokio

Jaksza (sanskryckie यक्ष, trl. yakṣa; pali yakkha) – klasa bóstw w mitologii indyjskiej, reprezentujących siły przyrody. Pojmowane zazwyczaj jako duchy lasów i gór.
Żeński odpowiednik jakszy to jakszini. 

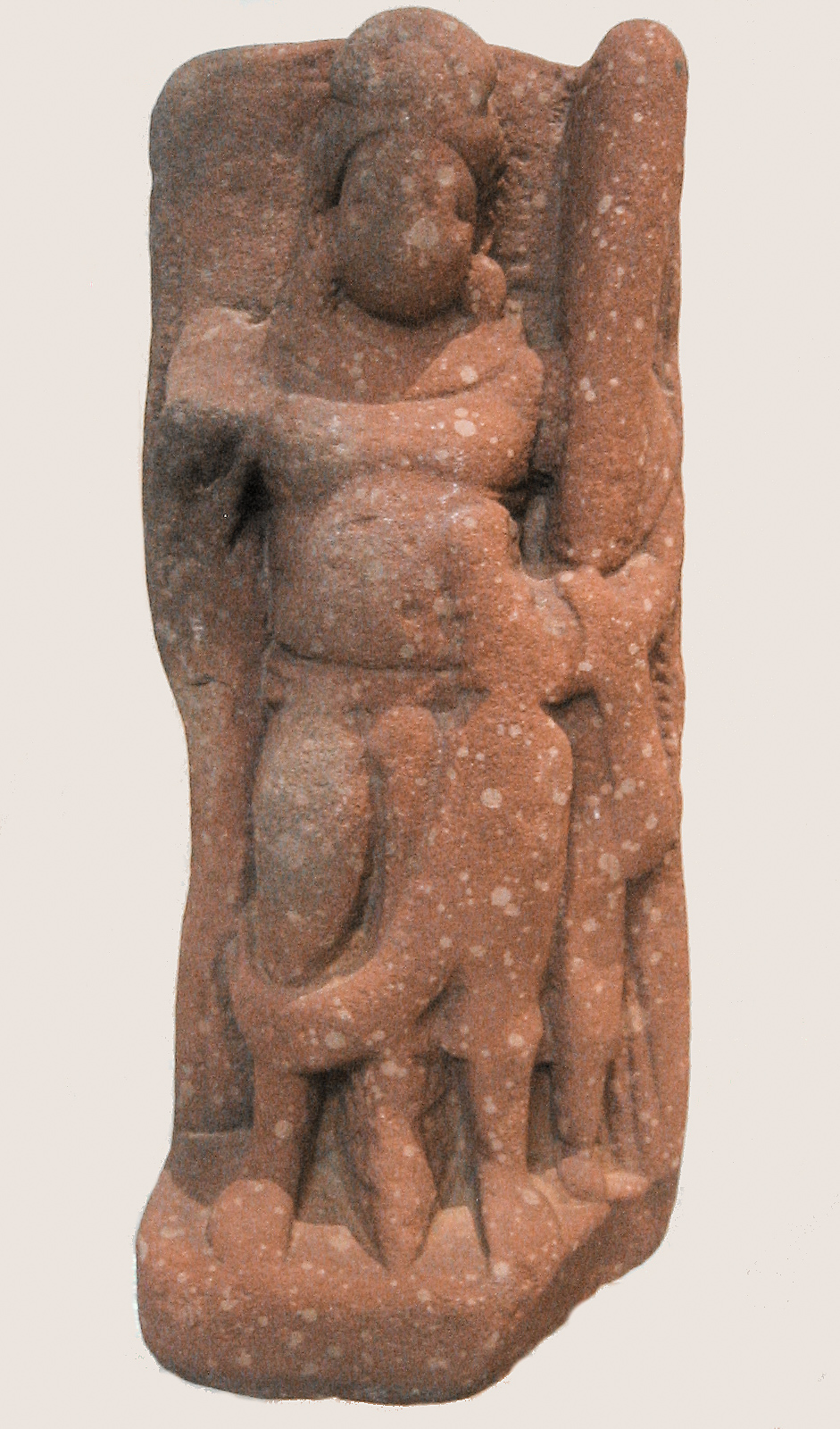
Jaksza, sztuka Mathury

## Jakszowie w mitologii
W starożytnych mitach indyjskich jakszowie są często strażnikami skarbów ukrytych pod ziemią lub w korzeniach drzew.
Zasadniczo jakszowie są przedstawiani jako duchy dobroduszne i nieszkodliwe, lecz istnieją również mity przypisujące im wręcz skłonności do kanibalizmu. Pojęcie jakszów istnieje również w mitologii dżinijskiej i buddyjskiej. W krajach buddyjskich jakszowie znani są pod lokalnymi nazwami: chiński: 夜叉 pinyin yè chā, japoński: 夜叉 yasha, birmański: ba-lu, tybetański: གནོད་སྦྱིན་ (gnod sbyin). 
W mitologii buddyjskiej jakszowie występują najczęściej w orszaku :
- Wajśrawany trl. Vaiśravaṇa, Strażnika Północnej Części Świata
- Bhajsadźji trl. Bhaiṣajya,
- Buddy Medycyny tybetański: ; sangs-rgyas sman-bla; chiński i japoński: 藥師如來 Yakushi Nyorai.

## Jakszowie w sztuce
W sztuce indyjskiej jakszowie są przedstawiani jako groźni wojownicy, bądź jako przysadziste karły, zaś jakszi jako uśmiechnięte młode kobiety o zmysłowych kształtach.